# Baledono (Tosari)
Baledono is een bestuurslaag in het regentschap Pasuruan van de provincie Oost-Java, Indonesië. Baledono telt 1845 inwoners (volkstelling 2010).